# Kévin Gomis
Kévin Mickael Junior Gomis (Parijs, 20 januari 1989) is een Frans-Senegalees voetballer die als centrale verdediger speelt. Hij verruilde in 2011 Naval voor OGC Nice.

## Clubcarrière
Gomis komt uit de jeugdacademie van EA Guingamp. Hij kwam enkel in actie voor het tweede elftal. In 2009 tekende hij een tweejarig contract bij het Portugese Naval. Hij debuteerde in de Primeira Liga op 29 augustus 2009 tegen FC Porto. Hij speelde 23 wedstrijden in zijn eerste seizoen. Het jaar erop scoorde hij twee doelpunten uit 21 competitiewedstrijden. In 2011 tekende hij een driejarig contract bij OGC Nice. Hij debuteerde in de Ligue 1 op 6 augustus 2011 tegen Olympique Lyon. In zijn eerste seizoen kwam hij tot 15 optredens in het eerste elftal.
1 Bułka ·
2 Abdi ·
4 Dante  ·
5 Abdelmonem ·
7 Boga ·
8 Rosario ·
9 Moffi ·
10 Diop ·
11 Sanson ·
15 Moukoko ·
18 Ilie ·
19 Bouanani ·
22 Ndombele ·
24 Laborde ·
25 Cho ·
26 Bard ·
28 Boudaoui ·
29 Guessand ·
31 Dupé ·
32 Louchet ·
33 Mendy ·
44 Doumbouya ·
45 Orakpo ·
55 Ndayishimiye ·
64 Bombito ·
77 Boulhendi ·
92 Clauss ·
Coach: Haise
· Assistent-coach: Ramaré
· Assistent-coach: Squillaci